# Zespół Larsona
Zespół Larsona (zespół pokardiotomijny) – występuje 1 do 6 tygodni po zabiegu kardiochirurgicznym.
Objawia się powstaniem ogniska zapalnego w płucu, wysiękiem do opłucnej oraz gorączką. Laboratoryjnie stwierdza się wzrost OB, wzrost liczby leukocytów oraz obecność przeciwciał przeciw mięśniowi sercowemu.
Zespół Larsona jest podobny do zespołu Dresslera.